# Bagunça
"Bagunça" (estilizada em letras maiúsculas) é uma canção do DJ e cantor brasileiro Pedro Sampaio, gravada para seu primeiro álbum de estúdio Chama Meu Nome. A canção foi lançada para download digital e streaming através da Warner Music como terceiro single de Chama Meu Nome em 7 de fevereiro de 2022.

## Lançamento e promoção
A divulgação do single começou com publicações de Sampaio nas redes sociais anunciando que "Bagunça" seria o próximo single de Chama Meu Nome. Na divulgação, Sampaio apresentou detalhes da sua "ilha mágica" criada para a divulgação do seu disco. Pedro aparece desvendando os mistérios de uma tribo ritualística no meio de uma floresta encantada, cheia de elementos surrealistas – bala, abacaxi, concha, cogumelo e o balão. O artista também voa sobre a mata e se joga na coreografia junto com o povo nativo do lugar. "Bagunça" foi lançada para download digital e streaming como o terceiro single do álbum em 7 de fevereiro de 2022.

## Apresentações ao vivo
Em 4 de março, Sampaio performou a canção na vigésima segunda temporada do Big Brother Brasil. Em 17 de abril, Sampaio performou a canção no Hora do Faro. Em 19 de maio, Sampaio performou a canção no TVZ ao lado de Pabllo Vittar. Em 8 de novembro, Sampaio performou a canção no Música Boa Ao Vivo.

## Faixas e formatos
| Download digital / streaming |           |         |  |
| N.º                          | Título    | Duração |  |
| 1.                           | "Bagunça" | 2:08    |  |

## Desempenho comercial

### Tabelas semanais
| Tabela musical (2022) | Melhor posição |
| --------------------- | -------------- |
| Portugal (AFP)        | 70             |

## Histórico de lançamento
| Região | Data                   | Formato(s)                 | Versão   | Gravadora(s) | Ref.  |
| ------ | ---------------------- | -------------------------- | -------- | ------------ | ----- |
| Várias | 2 de fevereiro de 2022 | Download digital streaming | Original | Warner Music | [ 4 ] |